# Вайсах (коммуна)

Вайсах - не коммуна, а община. Немецкое название - Gemeinde.
Вайсах (нем. Weissach) —община в Германии, в земле Баден-Вюртемберг.
Подчиняется административному округу Штутгарт. Входит в состав района Бёблинген. Население составляет 7437 человек (на 31 декабря 2013 года). Занимает площадь 22,14 км².
Община подразделяется на 2 округа: Вайсах (в северной части) и Флахт (в южной части). На территории общины (на северо-западе) располагается исследовательский центр (включая тестовый полигон) автомобилестроителя Porsche.
Имеется железнодорожное сообщение с Корнталь-Мюнхингеном, с возможностью пересесть на электрички, идущие в Штутгарт. За автобусные перевозки отвечает фирма Wöhr-Tours. Она обслуживает маршруты между Вайсахом, Флахтом, Перузом, Рутесхаймом, Реннингеном и Леонбергом. Из Леонберга, Реннингена и Рутесхайма имеется возможность пересесть на электричку S60 (электричка ходит из Штутгарта в Бёблинген, и обратно). Все перевозчики входят в объединение VVS (Verkehrs- und Tarifverbund Stuttgart).
Недалеко от общины (через Рутесхайм и Хаймсхайм) находится выход на автобан A8.

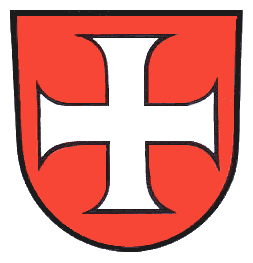
Вайсах

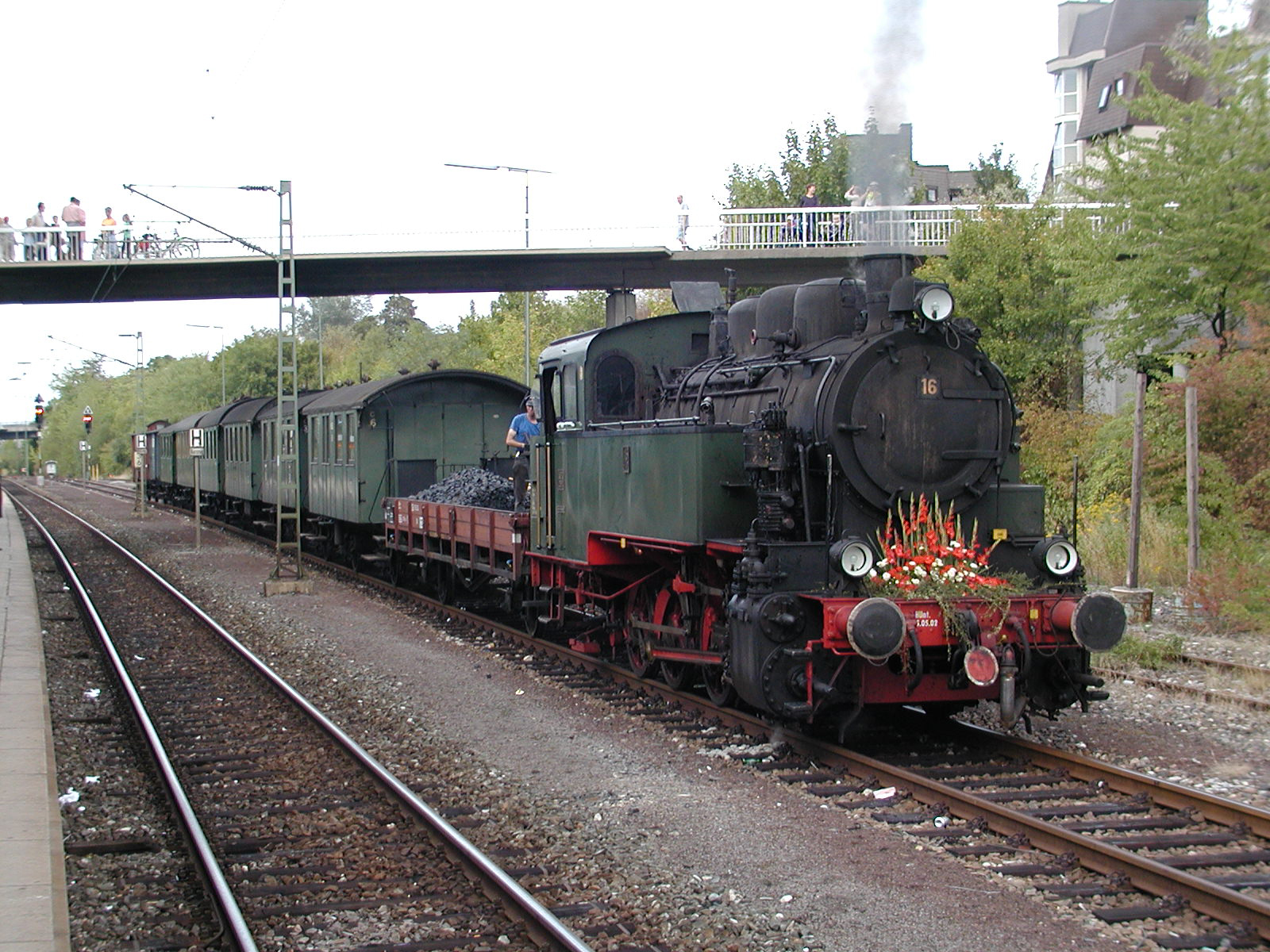
Вайсах